# 华夏人寿保险股份有限公司
华夏人寿保险股份有限公司是一家位于中国天津市的保险公司，成立於2006年，2020年7月17日，该公司由中国政府的中国银行保险监督管理委员会接管。